# البهائية في كازاخستان
بدأت الديانة البهائية في كازاخستان خلال فترة القمع الديني في الاتحاد السوفيتي السابق. قبل ذلك، كانت كازاخستان، كجزء من الإمبراطورية الروسية، على اتصال غير مباشر مع البهائية منذ عام 1847. وبعد وصول خطط التدريس البهائي، نمت الجماعة لتصبح ثالث أكبر جماعة دينية بعد الإسلام والمسيحية، رغم أنها لا تزال تمثل نسبة ضئيلة من مجموع السكان. وفي عام 1994 تم انتخاب الجمعية الروحية الوطنية للبهائيين في كازاخستان، وبدأت الجماعة تكثف جهودها في مختلف المجالات. قدّرت جمعية أرشيف بيانات الأديان، اعتمادًا على الموسوعة المسيحية العالمية، عدد البهائيين في كازاخستان في عام 2005 بحوالي 6,400 شخص.

## التاريخ في المنطقة

### جزء من الإمبراطورية الروسية
بدأت العلاقة الأولى بين البهائية وكازاخستان ضمن إطار تاريخ كازاخستان. ففي عام 1847، طلب السفير الروسي لدى طهران، الأمير ديميتري إيفانوفيتش دولغوروكوف، نقل علي محمد الشيرازي، المبشّر الذي مهّد الطريق للبهائية وكان سجينًا في ماكو، إلى مكان آخر. كما أدان مذابح أتباع الديانات في إيران وطلب الإفراج عن بهاء الله، مؤسس البهائية. وبحلول ثمانينيات القرن التاسع عشر، تأسست جماعة بهائية منظمة في عشق آباد، وشُيّد أول مشرق الأذكار هناك بين عامي 1913 و1918.

### الحقبة السوفيتية
مع اندلاع الثورة البلشفية، كانت البهائية قد انتشرت في آسيا الوسطى والقوقاز، وبلغ عدد أفراد المجتمع في عشق آباد حوالي ألفي شخص. وكان للمجتمع هناك مكتبة، ومستشفى، وفندق، ومدارس بهائية—بما في ذلك مدرسة للبنات—وكلها كانت مفتوحة أمام الجميع بغض النظر عن ديانتهم. وبعد ثورة أكتوبر وصدور الحظر على الديانات، أوقف البهائيون إدارتهم التنظيمية، التزامًا بمبدأهم في طاعة الحكومة الشرعية، وسمحوا بتأميم ممتلكاتهم. وبحلول عام 1938، وبعد العديد من الاعتقالات وحملات القمع الديني، أُرسل معظم البهائيين إلى السجون أو المعسكرات أو نُفوا إلى الخارج. وكان هناك حينها نحو 1400 عائلة بهائية في عشق آباد. وقد اعتقلت السلطات جميع الرجال البالغين من البهائيين، وتم ترحيل النساء والأطفال إلى إيران، بينما نُفي الرجال أو حُكم عليهم بالسجن الطويل أو النفي، وأُرسل العديد منهم إلى بافلودار في شمال كازاخستان. وقد توقفت الجماعات البهائية في 38 مدينة عن الوجود.
تمكّن البهائيون من العودة إلى بعض بلدان الكتلة الشرقية في خمسينيات القرن العشرين، وذلك ضمن خطة وضعها شوقي أفندي، زعيم البهائيين آنذاك. وفي عام 1953، وصلت أولى خطط التدريس البهائي إلى كازاخستان. وقد ذُكرت جماعتان صغيرتان في عام 1963.

## تطوّر المجتمع
توجد دلائل على أن الديانة البهائية بدأت تنتشر في الاتحاد السوفيتي خلال ثمانينيات القرن العشرين. وفي عام 1991، تم انتخاب محفل روحاني لبهائيي الاتحاد السوفيتي، لكنه انقسم سريعًا بعد انهيار الاتحاد. وفي عام 1992، شُكّلت جمعية روحية وطنية إقليمية تغطي آسيا الوسطى كلها (تركمانستان، وكازاخستان، وقرغيزستان، وطاجيكستان، وأوزبكستان) ومقرها عشق آباد. وفي عام 1994، تم انتخاب الجمعية الروحية الوطنية لكازاخستان.
حتى عام 2001، تم تسجيل 25 تجمع روحي أو جماعة بهائية صغيرة لدى الحكومة—وشكلت هذه الجماعات 25 من أصل 55 من الجماعات الدينية "غير التقليدية" (حيث تعتبر الحكومة الكازاخية الإسلام، والمسيحية، واليهودية، والبوذية ديانات "تقليدية"). وتم تسجيل محافل روحانية محلية في العديد من مدن كازاخستان.} وقد فاقت أعداد المجتمعات البهائية المسجّلة عدد المجتمعات اليهودية والبوذية وغيرها من الجماعات الدينية غير الإسلامية أو المسيحية. وفي عام 1999—أقرب تعداد سكاني وطني—بلغت نسبة السكان الدينيين غير المسلمين أو المسيحيين 7٪ من مجموع السكان البالغ 14,896,000 نسمة (أي ما يزيد قليلًا عن مليون نسمة).

### أجواء عدائية بين عامي 2000–2002
- توجد تقارير عن اضطهاد للأقليات الدينية منذ عام 2000.[10]

- في عام 2001، نشرت إحدى الصحف مقالًا عدائيًا[9] تضمّن عدة تصريحات معادية تجاه الدين،[2] وذلك في سياق مناخ عام عدائي تجاه عدد من الأقليات الدينية، بحسب تقارير حكومة الولايات المتحدة.[11] انظر حرية الاعتقاد في كازاخستان.

- صوّتت حكومة كازاخستان ضد قرار صادر عن الأمم المتحدة والجمعية العامة للأمم المتحدة بشأن "وضع حقوق الإنسان في جمهورية إيران الإسلامية" (وثيقة الأمم المتحدة رقم A/C.3/56/L.50) في 19 ديسمبر 2001. وكانت كازاخستان من بين 49 صوتًا ضد القرار، بينما صوّت 72 لصالحه، وامتنع أو لم يصوّت 68 آخرون.[12] انظر اضطهاد البهائيين.

- في عام 2002، أدّى مشروع قانون جديد يفرض قيودًا أكبر على الأقليات الدينية إلى زيادة الضغوط الاجتماعية عليها، ولكن بحلول عام 2004 توقّف العمل بهذه القوانين والسياسات، واعتبر أتباع ديانات عديدة من ضمنها البهائية أن الوضع لم يعد قمعيًا.[13]

## المجتمع الحديث
في عام 2002، شهد مؤتمر البهائيين حول التنمية الاجتماعية والاقتصادية للأمريكتين، الذي عُقد في أورلاندو بولاية فلوريدا، حضور ممثل من كازاخستان.
كما عمل أحد مواطني كازاخستان في المركز البهائي العالمي في حيفا، وشارك تطوعًا مع فرقة "إنسبيريت" المسرحية التي قامت بجولة في فيلنيوس عام 2004.
وفي 22 يونيو 2005، عُقد "مؤتمر التعاون بين الأديان من أجل السلام"، حيث ألقى متحدثون بهائيون كلمات دعمًا لتعزيز مكانة المرأة، وكان المؤتمر برعاية مشتركة من عدة حكومات، من بينها حكومة كازاخستان، وقد شارك نائب وزير الخارجية الكازاخي بإلقاء كلمة أيضًا.
وفي عام 2005، أفادت إحصاءات حكومة كازاخستان المقدّمة للولايات المتحدة بوجود 44 جماعة دينية "غير تقليدية" مسجّلة خلال فترة التقرير (يُذكر أن عدد الجماعات البهائية المسجلة قد بلغ 25 في عام 2001). وقد صرّحت وزارة الخارجية الأمريكية بما يلي:
تم تعديل القوانين الكازاخية في عام 2005 لتعزيز متطلبات التسجيل وتوضيح أن الجماعات الدينية يجب أن تُسجَّل لدى الحكومة المركزية وكذلك لدى الحكومات المحلية في الأقاليم (أوبلاست) التي توجد بها تجمعات. وقبل هذه التعديلات، كانت الحكومة تشترط التسجيل فقط إذا أرادت الجماعات الدينية الحصول على وضع قانوني لشراء أو استئجار الممتلكات أو توظيف العاملين أو الانخراط في معاملات قانونية أخرى. وعلى الرغم من أن القوانين المعدّلة تنص صراحة على ضرورة تسجيل الجماعات الدينية لدى الحكومة، فإنها لا تزال تنص أيضًا على أن من حق الجميع ممارسة شعائرهم الدينية "بمفردهم أو مع آخرين". وللتسجيل، يجب أن تضم الجماعة الدينية ما لا يقل عن عشرة أعضاء، وأن تقدم طلبًا إلى وزارة العدل.
كما عُقد مؤتمر إقليمي في عام 2008 حول تطور الدين البهائي في ألماتي، جنوب شرق كازاخستان، شارك فيه حوالي 650 شخصًا من كازاخستان وقيرغيزستان وطاجيكستان وتركمانستان وأوزبكستان وسيبيريا الغربية.
وقدّرت جمعية أرشيف بيانات الأديان، بالاعتماد على الموسوعة المسيحية العالمية، عدد البهائيين في عام 2005 بنحو 6,400 شخص.

## قراءة إضافية
- سولي شاهفار؛ بوريس موروزوف؛ جاد غيلبار (30 نوفمبر 2011). البهائيون في إيران، وما وراء بحر قزوين، والقوقاز - المجلد الأول: رسائل ضباط ومسؤولين روس. I.B.Tauris. ISBN:978-0-85772-068-9. مؤرشف من الأصل في 2016-12-22.

- رد على رسالة نيابة عن بيت العدل الأعظم بتاريخ 4 سبتمبر 2014 حول وضع م. تونغاتاروف وحرمانه من الحقوق الإدارية.[وصلة مكسورة]

## روابط خارجية
- الجماعة البهائية الوطنية الكازاخستانية